# Damien Lavergne
Pour les articles homonymes, voir Lavergne.
Pas d'image ? Cliquez ici

a Compétitions nationales et continentales officielles uniquement.

Dernière mise à jour le 29 mars 2025.
Damien Lavergne, né le 15 décembre 1991 à Brive-la-Gaillarde, est un joueur français de rugby à XV qui évolue au poste de pilier gauche ou de deuxième ligne au CA Périgueux.

## Biographie

### Débuts à Brive (2012-2018)
Il commence à jouer pour l'école de rugby de Bretenoux Biars avant de rejoindre celle du CA Brive en 2006. Six années après, il intègre le centre de formation du club briviste et joue avec l'équipe espoirs. En mai, il remporte la finale des championnats de France espoirs élite 2 face au Racing 92 sur le score de 20 à 16. Il dispute aussi cette année-là, lors de la quatorzième journée de la saison 2012-2013 de Pro D2, son premier match en équipe première, contre le Stade rochelais (défaite 36-16),. Après une qualification de Brive en Top 14 pour la saison 2013-2014, il dispute son premier match dans cette compétition, lors de la quatrième journée contre Toulon (défaite 62-12).
Il participe à son premier match européen, en octobre, lors du challenge 2013-2014 contre l'équipe de Calvisano (match nul 20-20). Elle atteint les quarts de finale où elle s'incline, en avril, contre l'équipe de Bath sur le score de 39 à 7.
Il inscrit son premier essai en compétition officielle, pour les Brivistes, lors de la sixième journée des phases de poules du challenge européen 2016-2017, contre l'équipe de Newport Gwent Dragons (victoire 36 à 19).
Damien dispute son dernier match pour Brive, lors de la vingt-cinquième journée du Top 14 2016-2017, contre la Section paloise (défaite 32-27).

#### Prêt à Angoulême (2017-2018)
Il est prêté au Soyaux Angoulême XV lors de la saison 2017-2018, afin de bénéficier de davantage de temps de jeu. Il dispute son premier match lors de la première journée de Pro D2 face à Nevers (victoire 27-5) et son dernier match pour les angoumois, lors de l'ultime journée du championnat, face au FC Grenoble rugby (défaite 10-19).

### Passage à Lavaur et Trélissac (2018-2020)
Il est ensuite recruté par l'AS Lavaur pour la saison 2018-2019 et dispute son premier match lors de la deuxième journée de Fédérale 1, face à l'US Tyrosse (défaite 27-31). Il inscrit son premier essai pour l'équipe, lors de la quatrième journée, face à l'US Nafarroa (victoire 63-12). Au cours de cette saison, il inscrit cinq essais en dix-huit matchs.
Lors de la saison 2019-2020 il est recruté par le SA Trélissac et dispute son premier match lors de l'ouverture du championnat, face à l'US Marmande (défaite 12-11). Il inscrit son premier essai pour l'équipe, lors de la troisième journée, face à l'US Dax (défaite 48-41). Au cours de cette saison, il inscrit trois essais en neuf matchs.

### Transfert à Périgueux (2020-)
Il part finalement au CA Périgueux et dispute, en septembre, son premier match lors de la première journée de la saison 2020-2021 de Fédérale 1, face à son ancien club, Trélissac (victoire 36-6). Cependant, en février, la FFR annonce l'arrêt définitif et le gel des compétitions amateurs marquant la fin de saison,.
Le retour à la compétition pour Lavergne se fait en septembre dès la première journée de Fédérale 1 2021-2022 contre Rennes (victoire 20-34). Il inscrit son premier essai pour le club lors de la cinquième journée, face au Rugby Club de Drancy (victoire 13-46). Il marque au cours de cette saison trente points, soit six essais, en seize matchs et contribue à la bonne saison des siens qui terminent premier de leur poule. Les Périgourdins sont qualifiés d'office pour la saison 2022-2023 de Nationale 2 mais le club peut encore disputer la Nationale 2022-2023 en passant par les phases finales. Ils échouent en demi-finale face à Rennes, sur le score de 33 à 46 sur l'ensemble des deux rencontres, avec notamment trois essais inscrits de sa part,.
Lors de la saison 2022-2023 de Nationale 2, il contribue à la bonne saison des siens en inscrivant quatre essais en dix-huit matchs, Périgueux termine premier de sa poule en étant invaincu à domicile et joue donc les quarts de finales d'accession pour la saison 2023-2024 de Nationale. Le club, est promu, après avoir gagné les demi-finales face au Stade métropolitain (60-36 sur l'ensemble des deux rencontres), et remporte, lors de la finale, le premier titre de Nationale 2 face au CS Vienne (39-20).
Au cours de la saison 2023-2024 de Nationale et sous l'influence du nouvel entraîneur, Didier Casadeï, il change de poste pour devenir deuxième ligne et inscrit au terme de celle-ci, deux essais en vingt-deux matchs.

## Palmarès
- SU Agen
  - Vainqueur du Championnat de France espoirs (poule 2) en 2013.
- CA Périgueux
  - Vainqueur de la Nationale 2 en 2023.